# Pskov oblast
Pskov oblast (russisk: Псковская область, tr. Pskovskaja oblast) er en af 46 oblaster i Den Russiske Føderation. Oblasten har et areal på 55.399 km² og 651.108(2016) indbyggere. Pskov oblast er en del af det Nordvestlige føderale distrikt. Oblastens administrative center er placeret i byen Pskov.

## Geografi
Pskov oblast er den vestligste føderale enhed i det sammenhængende Rusland (Kaliningrad oblast, som er placeret længere mod vest, er en exklave). Oblasten grænser op til Leningrad oblast mod nord, Novgorod oblast mod øst, Tver og Smolensk oblast mod sydøst, Vitebsk voblast i Hviderusland mod syd, og landene Letland og Estland mod vest. I nordvest går Pskov oblast ned til Peipussøens bredder. Søen udgør det meste af statsgrænsen til Estland.

### Klima
Pskov oblast ligger på grænsen mellem tempereret fastlandsklima og kystklima. Februar er den koldeste måned med en gennemsnitstemperatur på -5,7 °C, juli er den varmeste måned med en gennemsnitstemperatur på 18,3 °C. Den gennemsnitlige nedbør er på 678 mm pr. år.

## Historie
I hvert fald siden 900-tallet har russere været bosat i området, og Pskov er en af de ældste russiske byer. Fra 1230-1348 var området underlagt Novgorod. Både Den Tyske Orden og Storfyrstendømmet Litauen angreb området gentagne gange. Efter Bolotovo-traktaten i 1348 med Republikken Novgorod blev Pskov et selvstændigt fyrstedømme 1348-1391. Hvorefter Republikken blev en del af Storfyrstendømmet Moskvas indflydelsessfære. Fra 1399 til 1510 havde Moskva-fyrster kontrollen over Pskov. Hvorefter området officielt blev en del af Storfyrstendømmet. Men den sydlige del af nutidens oblast tilhørte frem til Polens første deling i 1772 til Den polsk-litauiske realunion. Den nordlige del tilhørte Guvernementet Sankt Petersborg fra 1708, fra 1727 Guvernement Novgorod. I 1772 blev Guvernement Pskov oprettet på et område der næsten svarer til den nuværende oblasts areal. Efter afslutningen af det Russiske Kejserrige, fastholdtes guvernementsstrukturen frem til oprettelsen af Leningrad oblast den 1. august 1927, hvor Pskov-området blev en del af. Under Anden Verdenskrig var området besat af Nazityskland fra 1941 til 1944. Pskov oblast blev oprettet den 23. august 1944.
Efter de baltiske lande fik uafhængighed har oblasten udviklet sig til et udkantsområde, hvilket afspejler sig i det faldende befolkningstal.

## Demografi
| Russere         | 797.436 | 94,21  | 717.101 | 94,25  | 616.432 | 91,54  |
| Ukrainere       | 15.352  | 1,81   | 12.471  | 1,64   | 8.636   | 1,28   |
| Hviderussere    | 12.496  | 1,48   | 9.664   | 1,27   | 6.772   | 1,01   |
| Romaer          | 3.319   | 0,39   | 3.220   | 0,42   | 3.231   | 0,48   |
| Armeniere       | 552     | 0,07   | 2.270   | 0,30   | 2.379   | 0,35   |
| Aserbajdsjanere | 890     | 0,11   | 1.319   | 0,17   | 1.272   | 0,19   |
| Tatarer         | 1.010   | 0,12   | 1.499   | 0,20   | 1.233   | 0,18   |
| Usbekere        | 334     | 0,04   | 258     | 0,03   | 739     | 0,11   |
| Moldavere       | 1.049   | 0,12   | 797     | 0,10   | 721     | 0,11   |
| Estere          | 2.259   | 0,27   | 1.122   | 0,15   | 625     | 0,09   |
| Tyskere         | 825     | 0,10   | 685     | 0,09   | 425     | 0,06   |
| Jøder           | 1.339   | 0,16   | 637     | 0,08   | 369     | 0,05   |
| I alt           | 845.291 | 100,00 | 760.810 | 100,00 | 673.423 | 100,00 |

Bemærkning: andele omfatter hele befolkningen, herunder de der ikke havde angivet nationalt tilhørsforhold (i 2002 2.590 personer, i 2010 24.630 personer)